# Karl Friedrich Wilhelm von Böhmer
Karl Friedrich Wilhelm von Böhmer (* 6. Mai 1783 in Niedersiegersdorf; † 31. März 1814 in Paris) war ein preußischer Kapitän, Kompaniechef im Grenadier-Regiment „Kaiser Franz“ und Ritter des Ordens Pour le Mérite.

## Leben
Der jüngste Sohn von Georg Friedrich von Böhmer und der Johanna Rosina Kleinert (1756–1821), Tochter des Rittergutsbesitzers auf Niedersiegersdorf Caspar Gottfried Kleinert (1702–1759), entschloss sich nach seiner Ausbildung in der Kadettenanstalt ebenso wie seine beiden Brüder, der Premierleutnant Johann Philipp Friedrich von Böhmer (1775–1841) und der Brigademajor und Generaladjutant Johann Karl Friedrich von Böhmer (1773–1807), zu einer Laufbahn in der Preußischen Armee.
Im Jahr 1798 trat von Böhmer dem Füsilierbataillon „von Rühle“ der niederschlesischen Füsilierbrigade bei und wurde 1801 zum Sekondeleutnant befördert. Böhmer zeigt sich von Anfang an als ein tatkräftiger und durchsetzungsfähiger Soldat, der daher von seinen Vorgesetzten für höhere Aufgaben ausersehen und dem eine glänzende Karriere vorausgesagt wurde. Den wohl größten Erfolg in seinem kurzen Leben verzeichnete er in der Zeit der Belagerung von Danzig während des Vierten Koalitionskrieges in den Jahren 1806/07, wo auch sein Verband eingesetzt war. Damals wurde Danzig von der Seeseite her von den Schweden blockiert und von der Landseite her von der französischen Armee unter General François-Joseph Lefebvre eingeschlossen und belagert. Trotz drückender Überlegenheit der Franzosen verteidigte sich die Preußische Armee unter ihrem Danziger Befehlshaber und Generalfeldmarschall Friedrich Adolf Graf von Kalckreuth tapfer und versuchte strategische Stützpunkte im Vorfeld zu halten bzw. Lücken im Belagerungsring zu erkämpfen, um diesen dadurch zu sprengen und die Versorgung der Stadt zu gewährleisten. Bei einem dieser Vorfeldgefechte, dem Sturm auf die „Kalkschanze“ an der Weichsel am 3. und 4. April 1807, führte der noch junge und mittlerweile zum Premierleutnant beförderte Böhmer mit vierzig Füsilieren einen Stoßtrupp. Es gelang, die „Kalkschanze“ für einige Tage zurückzuerobern und eine Bresche in den Belagerungsring zu schlagen. Dies eröffnete den mit eingeschlossenen russischen Verbündeten die Möglichkeit, in Kompaniestärke durch diese Schneise durchzubrechen und die Franzosen von der Flanke her anzugreifen. Den Preußen wurde zwar dieser Vorposten später wieder entrissen, vor ihrem Rückzug machten sie aber die Verteidigungsanlagen auf der „Kalkschanze“ unbrauchbar. Am 24. Mai 1807 musste Danzig dennoch kapitulieren, und zwei Monate später wurden mit dem Frieden von Tilsit die Kampfhandlungen endgültig eingestellt. Von Böhmer wurde für seinen mutigen Einsatz bei Danzig von den russischen Verbündeten mit dem Orden des Heiligen Wladimir sowie 1807 von König Friedrich Wilhelm III. von Preußen mit dem Orden Pour le Mérite ausgezeichnet.
Im Rahmen der folgenden Befreiungskriege wurde er 1813 mit seinem Verband nach Wartenburg abkommandiert, wo er unter Generalfeldmarschall Ludwig Yorck von Wartenburg bei der Elbüberquerung der preußischen Truppen zur Verfolgung der sich zurückziehenden Franzosen wieder auf sich aufmerksam machte. Für diesen Einsatz wurde er mit dem Eisernen Kreuz II. Klasse geehrt. 
Anschließend wurde Böhmer zum Kapitän befördert und zum Kompaniechef in einem Stammbataillon des Grenadier-Regiments „Kaiser Franz“ ernannt, welches im Soldatenjargon als „Franzer“ und „Bluthunde“ bezeichnet wurde. Mit diesem verfolgte er die Franzosen bis nach Paris, wo er in der Schlacht bei Paris schwer verwundet wurde. Böhmer verstarb am 31. März 1814 im Alter von erst 30 Jahren an den Folgen dieser Verletzung. In Erich v. Puttkamers Geschichte des Königlich Preußischen Kaiser Franz Garde-Grenadier-Regiments Nr. 2 wurde Böhmer auf Grund seines Mutes und Einsatzes in besonderer Weise gewürdigt. Es ist unklar, ob Böhmer bei Paris begraben wurde. Seine Schwester Louise Karoline Konstanze von Böhmer (* 1773), verheiratet mit dem Deichhauptmann Friedrich Christoph von Saldern auf Plattenburg (1771–1835), ließ ihm im Park des Schlosses von Plattenburg ein Denkmal nebst Inschrift setzen. Böhmer selbst blieb unverheiratet und hatte keine Kinder.